# Oliver (chimpanzé)
Oliver (Congo, c. 1957 — Texas, 2 de junho de 2012) foi um macaco que anteriormente fazia performances quando foi apresentado como um elo perdido ou "chimpanzomem" devido à sua aparência um tanto humana e sua tendência a andar ereto. Apesar de sua aparência e comportamento um tanto incomuns, os cientistas descobriram que Oliver não era um híbrido entre humano e chimpanzé.

## Início de vida
Oliver foi adquirido como um animal jovem em 1970 pelos treinadores Frank e Janet Berger. Supostamente, o chimpanzé havia sido capturado no Congo. Algumas evidências físicas e comportamentais levaram os Bergers a acreditar que Oliver era uma criatura diferente de um chimpanzé, talvez um híbrido entre humano e chimpanzé. Oliver possuía um rosto mais plano do que seus companheiros chimpanzés; tinha o hábito de andar bípede, em vez de andar sobre os nós dos dedos muito mais frequentemente do que seus companheiros chimpanzés (até que mais tarde ele sofreu de artrite); e talvez preferisse fêmeas humanas em vez de fêmeas chimpanzés. Em um especial do Discovery Channel de 16 de dezembro de 2006, Janet Berger afirmou que Oliver começou a se sentir atraído por ela quando completou 16 anos. Ela e seu marido Frank Berger decidiram vender Oliver para um advogado de Nova Iorque chamado Michael Miller.

## Enchanted Village e outras instalações (1977–1989)
Em 1977, o dono de Oliver, Michael Miller, deu Oliver para Ralph Helfer, sócio de um pequeno parque temático chamado Enchanted Village em Buena Park, Califórnia, construído no local da extinta atração Japanese Village and Deer Park. Quando Enchanted Village fechou no final daquele ano, Helfer continuou exibindo Oliver em um novo empreendimento, Gentle Jungle, que mudou de local algumas vezes antes de finalmente fechar em 1982. O Los Angeles Times fez um extenso artigo sobre Oliver como um possível elo perdido ou uma nova subespécie de chimpanzé. Oliver foi transferido para o Wild Animal Training Center em Riverside, Califórnia, de propriedade de Ken Decroo, mas teria sido vendido por Decroo em 1985. O último treinador a possuir Oliver foi Bill Rivers. Rivers relatou problemas com Oliver beijando outros macacos.

## Buckshire Corporation (1989–1998)
Oliver foi comprado em 1989 pela Buckshire Corporation, um laboratório da Pensilvânia que aluga animais para testes científicos e cosméticos. Seu exame de admissão revelou que ele havia sido manuseado de forma brusca anteriormente. Ele nunca foi usado em experimentos, mas nos nove anos seguintes, sua casa foi uma pequena gaiola, cujo tamanho restrito resultou em atrofia muscular a ponto de os membros de Oliver tremerem. Em 1996, Sharon Hursh, presidente da Buckshire Corporation, após receber uma petição do santuário de animais Primarily Primates, permitiu a sua aposentadoria na colônia de 13 chimpanzés de Buckshire.

## Primarily Primates (1998–2012)
Em 1998, Oliver foi transferido para a Primaly Primates, que foi fundada por Wallace Swett em 1978. Mais velho, com visão parcial e artrítico, Oliver acabou em uma gaiola espaçosa ao ar livre na Primaly Primates Inc. (PPI) no Condado de Bexar, Texas.
Em 2005, apenas alguns anos depois do início da residência de Oliver no santuário, surgiram problemas legais após alegações de crueldade animal contra a instalação. A organização de direitos dos animais PETA foi alertada por voluntários de que os animais residentes em Primarily Primates eram mantidos em gaiolas vazias e sujas, justificando a visita de um cinegrafista para documentar as condições. Além disso, a morte de dois chimpanzés de pesquisa enviados da Universidade Estadual de Ohio para ficar na PPI levantou mais preocupações com a segurança dos animais e uma ação judicial foi movida. Preocupações específicas com o bem-estar de Oliver foram posteriormente expressas pelo vice-presidente da Houston SPCA — uma organização de proteção dos animais —, Jorge Ortega, em uma declaração juramentada, onde ele afirmou que durante uma visita à instalação no Texas, ficou perturbado com o recinto de Oliver, descrevendo-o como "sujo, muito pequeno", sem "materiais de enriquecimento significativos" e falta de um balde ou tigela para comida. O procurador-geral adjunto do Texas, Ted Ross, argumentou que a longa má administração dos fundos de doação e a escassez de funcionários levaram a tal prejuízo.
Em 2006, Oliver foi colocado sob os cuidados temporários do reabilitador de vida selvagem Lee Theisen-Watt, que havia sido nomeado pelo tribunal para supervisionar a Primarily Primates enquanto o estado do Texas determinava quem seria o responsável pela instalação.
Em 27 de abril de 2007, o estado do Texas entrou em um acordo que removeu Lee Theisen-Watt como superintendente da Primaly Primates e a substituiu por um conselho de administração chefiado por Eric Turton e Priscilla Feral. O acordo também retirou todas as acusações contra Primarily Primates. Wally Swett foi obrigado a deixar a propriedade e foi proibido de servir no conselho ou como funcionário no futuro.
Oliver permaneceu sob os cuidados da Primaly Primates enquanto as instalações passavam por grandes reformas. Membros do conselho de administração reformado expressaram preocupação com Oliver em processos judiciais e em artigos de notícias sobre a disputa em andamento sobre a administração do santuário. Ethan Calamusa, do Star-Telegram, relatou que a Friends of Animals estava se fundindo com a Primaly Primates para reestruturar sua administração e abordar as preocupações anteriores sobre o futuro do santuário. Oliver viveu o resto de sua vida sob os cuidados do reestruturado santuário Primaly Primates.

## Morte
Oliver passou seus últimos anos com outro chimpanzé, uma fêmea conhecida como Raisin. Ela foi colocada com Oliver para companhia, já que a idade avançada de Oliver e os anos no laboratório de pesquisa o deixaram artrítico, quase cego e incapaz de interagir diariamente com chimpanzés mais jovens e brincalhões no santuário.
Notícias de Oliver, bem como fotos, eram frequentemente postadas online por seus cuidadores, devido ao interesse público. Ele participava de atividades regulares de enriquecimento, incluindo uma festa de quebra de melancias documentada no boletim online da Friends of Animals e até mesmo pintura. Embora idoso, Oliver teve acesso ao ar livre e viveu o resto de sua vida em uma aposentadoria tranquila.
Oliver morreu durante o sono e foi encontrado em 2 de junho de 2012, com Raisin ao lado dele; ele tinha pelo menos 55 anos. Stephen René Tello, diretor executivo da Primaly Primates, disse que Oliver seria cremado e suas cinzas seriam espalhadas no santuário dos primatas.

## Testes genéticos
Em 1996, enquanto Oliver ainda estava sob os cuidados da Buckshire Corporation, um geneticista da Universidade de Chicago testou porções de seu DNA e revelou que ele tinha os 48 cromossomos de um chimpanzé normal, refutando rumores anteriores de que ele tinha 47 (os chimpanzés normalmente têm 48 e os humanos normalmente têm 46). Em um estudo separado, descobriu-se que a morfologia craniana, formato da orelha, sardas e calvície de Oliver estavam dentro da faixa de variabilidade exibida pelo chimpanzé comum. Outros testes genéticos, publicados no American Journal of Physical Anthropology, descobriram que o DNA mitocondrial de Oliver era muito semelhante ao da subespécie chimpanzé-central, que vive na República do Congo, Gabão e outras áreas da África Central.